# Pic Saillant
Le pic Saillant est un sommet des Pyrénées françaises, sommet secondaire du pic du Gar, dominant la haute vallée de la Garonne.

## Géographie

### Topographie
En haut du pic, une croix domine tous les environs des pics pyrénéens. Ce pic, ainsi que le pic du Gar peuvent être vus depuis le canton de Saint-Béat. Le pic Saillant et le pic du Gar sont intervertis sur les cartes IGN.
Le pic Saillant constitue un quadripoint reliant les communes de Fronsac, Chaum, Moncaup et Bezins-Garraux. Il surplombe une ligne de falaises calcaires, à la verticalité très prononcée, comportant plusieurs grandes voies équipées pour l'escalade.

## Voies d'accès
En randonnée, pour l'ascension de ce pic, il est possible de partir de Bezins-Garraux pour 3 à 4 heures de marche ou de Antichan-de-Frontignes et avoir une vue sur les sommets du Luchonnais.